# Maria Luisa Ibáñez Milian
María Luisa Ibáñez Milian, més coneguda com a Marisa Ibáñez, (Alcanyís, 6 de juliol de 1959 – Vilanova i la Geltrú, 30 de maig de 2020) va ser una bibliotecària catalana compromesa amb la difusió de la literatura catalana i la democratització de la cultura.
Activista i militant d'esquerres, va dedicar tota la seva vida a projectes socials d'inclusió educativa i cultural i al foment de la lectura mitjançant el reconeixement i difusió dels grans autors de la literatura catalana. També va ser la directora de la biblioteca pública de Cunit durant més de trenta anys. Com a reconeixement, l'ajuntament del municipi va destacar que havia contribuït de manera decisiva a forjar la història i que va fer de la biblioteca una referent al Penedès: «Ha convertit la biblioteca de Cunit en un model a seguir».